# 川越市立川越小学校
川越市立川越小学校（かわごえしりつかわごえしょうがっこう）は、埼玉県川越市にある公立小学校。2023年4月時点での生徒数は594名。

## 概要
明治元年(1867年)に宮下町に開校した青藍塾に端を発す。その後文学寮として武士の子弟に和漢学や数学を教える学校となり、学制発布に伴い4校が設置された。
川越市の中心市街地の北部に位置し、近隣には、市役所や市民会館、美術館・博物館等の施設に囲まれた地域にある。また、国の重要伝統的建造物群保存地区に選定された蔵造りの町並みや時の鐘、川越城本丸御殿など歴史的建造物が多く存在する地区である。また、校門のところには樹齢100年を超える「くすのき」や「けやき」がある。
また、言語障害の子どもたちを対象とした通級教室「ことば・きこえの教室」もある。

## 沿革
- 1868年 - 旧川越藩が宮下町に青藍塾を開設する。後に文学寮に改める[2]。
- 1871年 - 文学寮を廃し、郷学校を設ける[2]。
- 1873年 - 学制発布の趣旨を体し、三芳野（士族）、北、鍛冶、相生の各学校が設けられる。
- 1881年 - 志義、初雁学校の設置に伴い[2]、北、鍛冶両校を合併し、本町に川越学校を設置する。
- 1886年 - 学制改革に伴い、川越（第一舎）、三芳野（第二舎）、緑（第三舎）、志義（第四舎）の四校を合して連合町立普育学校を設ける、4校は左記のように「第○舎」となった[2]。
- 1890年3月 - 普育学校を川越小学校と改称する。
- 1893年3月 - 川越小学校を川越尋常小学校とする。第二舎と第三舎が第一分校・第二分校となる[2]。
- 1902年3月 - 川越尋常小学校を川越北尋常小学校とする。第一分校と第二分校が合併して川越南尋常小学校（現川越市立中央小学校）となる[2]。
- 1905年 -  現在地に移転新築し、5月12日竣工式を挙行する。
- 1908年 - 川越尋常小学校に高等小学校（現川越市立川越第一小学校）が併設される形になる[2]。
- 1922年12月1日 - 川越町、仙波村を合併し川越市とし、各市立学校となり、同日を開校記念日とする。
- 1927年4月 - 校名を川越第一尋常小学校とする。
- 1937年12月5日 - 木造校舎が落成する。（2階建二棟、赤瓦葺）
- 1941年4月 - 国民学校令施行により、校名を川越第二国民学校とする。
- 1948年4月 - 六三制施行に伴い、校名を川越市立川越第二小学校とする。
- 1960年4月 - 校名を川越市立川越小学校とする。
- 1967年7月 - プール竣工（第22回国民体育大会、埼玉大会記念）。
- 1972年12月 - 校歌が制定する。
- 1973年11月 - 体育館兼講堂が落成する。
- 1975年8月 - 東校舎（鉄筋3階建）が落成する。
- 1981年3月 - 新校舎（管理室・教室・特別教室）第一期落成する。
- 同年11月 - 新校舎（全棟）第二期落成する。
- 1992年6月 - 文部省調査研究協力校に指定される。（平成4・5年度）（社会の変化に対応した新しい学校運営等に関する調査研究）
- 1993年11月 - 文部省調査研究協力校発表会を開催する。
- 1996年11月 - AET導入による国際理解教育が始まる。
- 1999年3月 - 川越市災害備蓄庫が設置される。
- 2001年10月 - 太陽光発電を設置する。
- 2012年11月 - 彩の国教育ふれあい賞受賞[5]
- 2018年9月 - 普通教室にエアコン設置。
- 2021年1月 - 中央トイレ改修工事完了。
- 2022年11月 - 開校150周年記念式典挙行。

## 学校教育目標
- かしこく
- やさしく
- たくましく

## 交通案内
東武東上線川越駅・西武池袋線本川越駅よりバス「一番街」または「札の辻」で下車

## 校歌
作詞は青木幹勇、作曲は渡辺学。

## 学区
- 大手町（1番〜10番、13番以降）
- 御成町（全域）
- 喜多町（全域）
- 郭町1丁目（1番〜17番）
- 郭町2丁目（全域）
- 幸町（全域）
- 志多町（全域）
- 城下町（全域）
- 神明町（全域）
- 仲町（1番8号〜1番24号、2番、3番7号〜3番17号、4番、6番4号〜6番7号）
- 氷川町（全域）
- 松江町2丁目（7番1号〜7番7号）
- 宮下町1丁目（全域）
- 宮下町2丁目（全域）
- 宮元町（全域）
- 元町1丁目（全域）
- 元町2丁目（全域）
- 川越（1番〜2361番、2366番以降）
- 寺井（1番〜213番、233番〜239番、248番〜252番、320番以降）[7]